# AD-AS-modellen
AD-AS-modellen (hvor forkortelsen stammer fra modellens engelske navn: Aggregate Demand, Aggregate Supply) er en simpel grafisk økonomisk model, der bruges i dag af mange økonomer til at beskrive den makroøkonomiske udvikling. Målet er at forklare sammenhængen mellem økonomiens prisudvikling (og dermed inflation) og udviklingen i BNP (og dermed variable som arbejdsløshed) på både kort og langt sigt. Modellen er populær i indledende makroøkonomi-undervisning på universitetet, fordi den er relativt enkel at tegne og forklare - hele modellen kan sammenfattes i et enkelt diagram som det viste. Samtidig kan den illustrere udviklingen både på kort og lang sigt, en distinktion, som er central i moderne mainstream-økonomi, og i samme diagram demonstrere både keynesianske og neoklassiske tankegange som forskellige specialtilfælde af AD-AS-modellen.

## Modellens historie
Ifølge den økonomiske historiker A.K. Dutt optrådte AD-AS-diagrammet første gang i et bidrag fra O.H. Brownlee i et bidrag til en lærebog. Også en lærebog af Kenneth Boulding præsenterer et AD-AS-diagram i samme år, men i modsætning til Brownlees version uden at forsøge at løse modellen. Brownlee arbejdede videre med diagrammet og fik i 1950 udgivet en artikel i Journal of Political Economy, som Dutt betegner som den første udgivne version af en fuldstændig AD-AS-model i pris-output-rummet. Derefter har modellen bredt sig til de fleste standard-lærebøger som en relativt overskuelig måde at præsentere en række centrale makroøkonomiske sammenhænge.

## Andre udgaver af modellen
AD-AS-diagrammet viser mængden af den samlede produktion (ofte forkortet Y, sjældnere Q) af varer og tjenesteydelser (BNP eller output) i en økonomi langs førsteaksen og økonomiens generelle prisniveau (ofte forkortet P) langs andenaksen. Normalt består diagrammet af tre grafer: Den aggregerede efterspørgselskurve (AD-kurven), der har en negativ hældning, den kortsigtede aggregerede udbudskurve (kortsigts-AS-kurven), der har en positiv hældning, og den langsigtede aggregerede udbudskurve (langsigts-AS-kurven), der er lodret. Skæringspunktet mellem AD-kurven og kortsigts-AS-kurven angiver økonomiens ligevægt på kort sigt, og skæringspunktet mellem AD-kurven og langsigts-AS-kurven angiver langsigtsligevægten. De to skæringspunkter kan være sammenfaldende, som det er tilfældet i den viste figur, men behøver ikke at være det på ethvert givet tidspunkt.
Gregory Mankiw fra Harvard University, hvis lærebog Macroeconomics er en af de allermest udbredte i den indledende økonomiundervisning på vestlige universiteter, opererer med to forskellige udgaver af den kortsigtede AS-kurve: I kapitel 9 en helt vandret AS-kurve, som modsvarer en antagelse om, at priserne er helt konstante på kort sigt, og i kapitel 13 en mere traditionel AS-kurve med positiv hældning.
En nyere og lidt anderledes udgave af AD-AS-modellen findes i den moderne økonomilærebog Introducing Advanced Macroeconomics af de to danske økonomiprofessorer og overvismænd Peter Birch Sørensen og Hans Jørgen Whitta-Jacobsen. Her er det ikke selve prisniveauet, der optræder langs andenaksen, men derimod inflationsniveauet (dvs. ændringen i prisniveauet), men kurverne har i øvrigt samme navn og udseende. Denne fremstilling anser forfatterne for at give en mere intuitiv fremstilling af de centrale økonomiske problemstillinger i forbindelse med konjunkturcykler. Det skyldes ikke mindst, at det ikke er prisniveauet som sådan, men derimod den løbende stigning i prisniveauet - altså inflationen - der er af interesse for de økonomisk-politiske beslutningstagere, og som den økonomiske politik derfor har fokus på.

## AD-kurven
Den aggregerede efterspørgselskurve (AD-kurven) viser alle de kombinationer af prisniveau og output/produktion, der medfører ligevægt på vare- og kapitalmarkederne. Den kan bl.a. udledes fra en keynesiansk IS-LM-model, der viser ligevægtene på vare- og pengemarkederne.
AD-kurven har en negativ hældning, sådan at højere prisniveau er associeret med et lavere produktionsniveau. En måde at forklare denne sammenhæng på er netop ud fra en IS-LM-model. I denne model vil en stigning i prisniveauet medføre en højere nominel pengeefterspørgsel: Befolkningen får brug for flere penge for at kunne betale de højere priser i butikkerne; det giver tilsvarende lavere efterspørgsel efter rentebærende aktiver som obligationer, hvilket får obligationskursen til at falde og dermed (obligations-)renten til at stige. Det højere renteniveau vil så igen medføre lavere investeringer og muligvis lavere forbrug; i en åben økonomi med flydende valutakurser vil højere indenlandske renter desuden typisk medføre en appreciering af landets valuta og dermed lavere nettoeksport. Disse ændringer vil sænke den samlede efterspørgsel i økonomien.
I Peter Birch Sørensen og Hans Jørgen Whitta-Jacobsens mere moderne lærebog forklares den negative sammenhæng mellem inflation og output, som AD-kurven implicerer, også via en rentestigning, men her inddrages centralbankens pengepolitik direkte som den udløsende mekanisme: En centralbank, der ønsker at bekæmpe for høj inflation, vil sætte realrenten i vejret, når inflationen stiger, hvilket så vil påvirke efterspørgslen negativt.
AD-kurven kan skifte position som følge af forskellige eksogene stød til økonomiens efterspørgselsside. Eksempelvis vil et forventningsskift hos forbrugerne, som får dem til at forbruge mere for en given indkomst, medføre, at AD-kurven forskydes mod højre.

## AS-kurven
Den aggregerede udbudskurve (AS-kurven) viser alle de kombinationer af prisniveau og output/produktion, der medfører ligevægt på arbejdsmarkedet. Kortsigts-AS-kurven har en positiv hældning, sådan at højere produktion alt andet lige er associeret med et højere prisniveau (eller højere inflation). Denne sammenhæng kan forklares ved flere forskellige specifikke modeller og antagelser for arbejdsmarkedets virkemåde, men et typisk træk er, at en stigning i produktion og beskæftigelse medfører højere marginalomkostninger, som så igen smitter af på prisniveauet for varer.
Der er en meget klar sammenhæng mellem AS-kurven på kort sigt og den forventningsudvidede Phillipskurve, et andet almindeligt begreb i makroøkonomi. Phillipskurven angiver, at der for givne inflationsforventninger er en negativ sammenhæng mellem inflationsniveau og ledighed: Lavere ledighed medfører højere pres på priser og lønninger, altså højere inflation. Det svarer helt til AS-kurvens sammenhæng mellem højt produktionsniveau, høj beskæftigelse og høje (eller stigende) priser.
På lang sigt vil ledigheden have en tendens til at vende tilbage til sit strukturelle niveau, uanset prisforholdet. Output vil dermed også vende tilbage til sit strukturelle niveau (det output-niveau, der fremstilles, når beskæftigelse og ledighed har deres strukturelle niveau) uanset pris- og inflationsniveau. Dette afspejles i den langsigtede AS-kurve, der er lodret: Produktionsniveauet på lang sigt påvirkes altså ikke af priserne. Man taler om, at den klassiske dikotomi er overholdt på lang sigt, dvs. nominelle variable som priser og inflation kan ikke i det lange løb påvirke niveauet for reale størrelser som beskæftigelse og produktion. AS-AD-modellen er dermed en afbildning af, at den klassiske dikotomi holder på lang sigt, men ikke på kort sigt.

## Politiske påvirkninger – penge- og finanspolitik
Generelt kan såvel penge- som finanspolitik påvirke AD-kurvens position og dermed produktionen og konjunkturerne på det korte sigt. Ekspansiv finanspolitik i form af enten større offentlige investeringer, højere offentligt forbrug eller overførselsindkomster eller lavere skatter vil således forskyde AD-kurven mod højre og dermed virke som et positivt efterspørgselsstød. Virkningen på kort sigt vil være en stigning i såvel BNP som prisniveauet. På lang sigt vil produktionen dog ifølge modellen altid have en tendens til at vende tilbage til det niveau, som beskrives af langsigts-AS-kurven. Kontraktiv finanspolitik vil omvendt forskyde AD-kurven mod venstre. Tilsvarende vil ekspansiv pengepolitik forskyde AD-kurven mod højre, og kontraktiv pengepolitik vil forskyde den mod venstre.

## Økonomien på lang sigt
I det helt lange løb vil langsigts-AS-kurven løbende blive forskudt mod højre, svarende til, at det strukturelle produktionsniveau stiger over tid. Det afspejler den langsigtede økonomiske vækst: Teknologiske fremskridt forøger produktionsmulighederne. Historisk har også en voksende arbejdsstyrke medført et stadig højere produktionsniveau i de fleste lande. Samtidig er den gennemsnitlige inflation i de vestlige lande moderat positiv. Samlet set kan man altså se den udvikling, vi kender fra den virkelige verden med let stigende prisniveau og vækst, som det fremgår af følgende figur, hvor såvel produktionen som priserne ændres løbende:

## AS-AD for åben økonomi
En modificeret udgave af AS-AD ændre modellen til, at beskrive åbne økonomier, frem for den typiske AS-AD som beskriver lukkede økonomier. Ændringen i AS-AD for åbne økonomier ligger i, at den vertikale akse nu beskriver den reale valutakurs, EP/P*, imens den horisontale akse stadig er Q, output. I denne forbindelse er EP den udenlandske pris i national valuta, mens P* er den nationale pris. Dvs. at højere værdier af EP/P* er det samme som en real appreciering af den nationale valuta.
Kausaliteten for AD er nu, at jo lavere real valutakurs jo højere output. Dette fordi nationale varer bliver mere attraktive, jo mere den reale kurs på den national valuta deprecierer. AD kurven for åben økonomi vil være mere elastisk end for lukket økonomi, da efterspørgslen er større globalt end nationalt. AS kurven viser nu, at det aggregerede udbud stiger, jo højere real valutakurs. Dette er fordi, at virksomheder får mere for deres produkter, og derfor vil udbyde mere, når den reale kurs stiger. AS kurven vil, som det var tilfældet for lukket økonomi, tilpasse sig på langt sigt, så AS kurven skærer både AD og ASL.

## Relaterede emner
- Phillipskurven
- Finanspolitik
- Pengepolitik